# Uzcudun
Uzcudun est une localité rurale argentine située dans le département de Florentino Ameghino, dans la province de Chubut. Elle est située sur la route nationale 3, à 140 km au sud de la ville de Trelew et à 240 km au nord de la ville de Comodoro Rivadavia, à une altitude de 405 mètres d'altitude.

## Histoire
La localité a été fondée le 9 juillet 1933 par Felipe Uzcudun, qui a d'abord travaillé comme éleveur de moutons avant d'ouvrir une station-service où il offrait le carburant, le gîte et le couvert à ceux qui voyageaient sur l'inhospitalière route nationale 3 de l'époque, ainsi qu'aux habitants de la campagne qui vivaient dans la région. Désormais, l'estancia et la station-service sont toujours gérées par la même famille, perpétuant ainsi la tradition pionnière et l'enracinement du lieu.

## Services
Située à un point clé, c'est un refuge pour les voyageurs sur les vastes routes de Patagonie, où il est possible de faire le plein de carburant. Il dispose également d'une salle à manger où l'on propose de la nourriture, des boissons et une cafétéria. Il dispose également d'un service téléphonique.